# Robert Barr
Robert Barr (Glasgow, 16 settembre 1849 – 21 ottobre 1912) è stato un romanziere britannico.
Barr immigrò a Toronto, in Canada, all'età di quattro anni. All'età di vent'anni divenne preside di una scuola e poco dopo lasciò il paese per lavorare come reporter presso il Detroit Free Press. Nel 1881 il giornale lo inviò a Londra, dove fondò nel 1892 la rivista The Idler insieme al collaboratore Jerome K. Jerome.

## Opere
- The Face and the Mask (1894)
- From Whose Bourne (1896)
- In a Steamer Chair and Other Stories (1892)
- In the Midst of Alarms (1894, 1900, 1912)
- Jennie Baxter, Journalist (1899)
- One Day's Courtship
- Revenge!
- The O'Ruddy, con Stephen Crane (1903)
- A Rock in the Baltic (1906)
- The Strong Arm
- A Woman Intervenes (1896)
- Tekla: A Romance of Love and War (1898)
- The Unchanging East (1900)
- The Victors (1901)
- A Prince of Good Fellows (1902)
- The Tempestuous Petticoat (1905-12)
- The Triumph of Eugene Valmont (1906)
- Stranleigh's Millions (1909)
- The Sword Maker (1910)
- The Palace of Logs (1912)